# Funículo lateral

Divisões da medula espinhal.

Funículo lateral é a porção lateral da medula espinhal composta por substância branca.